# 솔트리버 필즈 앳 토킹 스틱
솔트리버 필즈 앳 토킹스틱(Salt River Fields at Talking Stick)은 미국 애리조나주 스코츠데일에 위치한 야구장이다. MLB 애리조나 다이아몬드백스와 콜로라도 로키스의 스프링 트레이닝 장소이다.